# Amtsgericht Hamburg

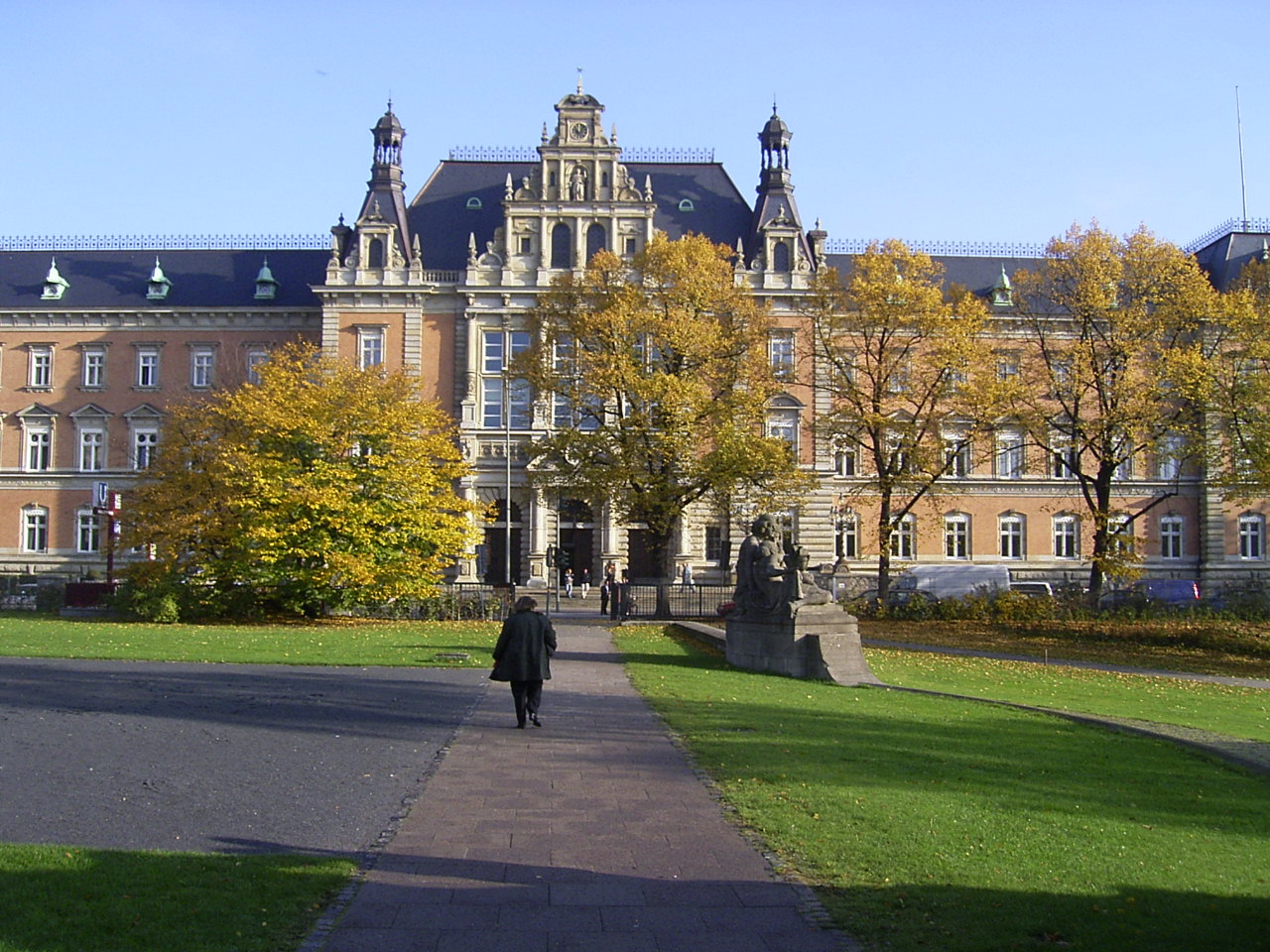
Strafjustizgebäude des Amts- und Landgerichts Hamburg

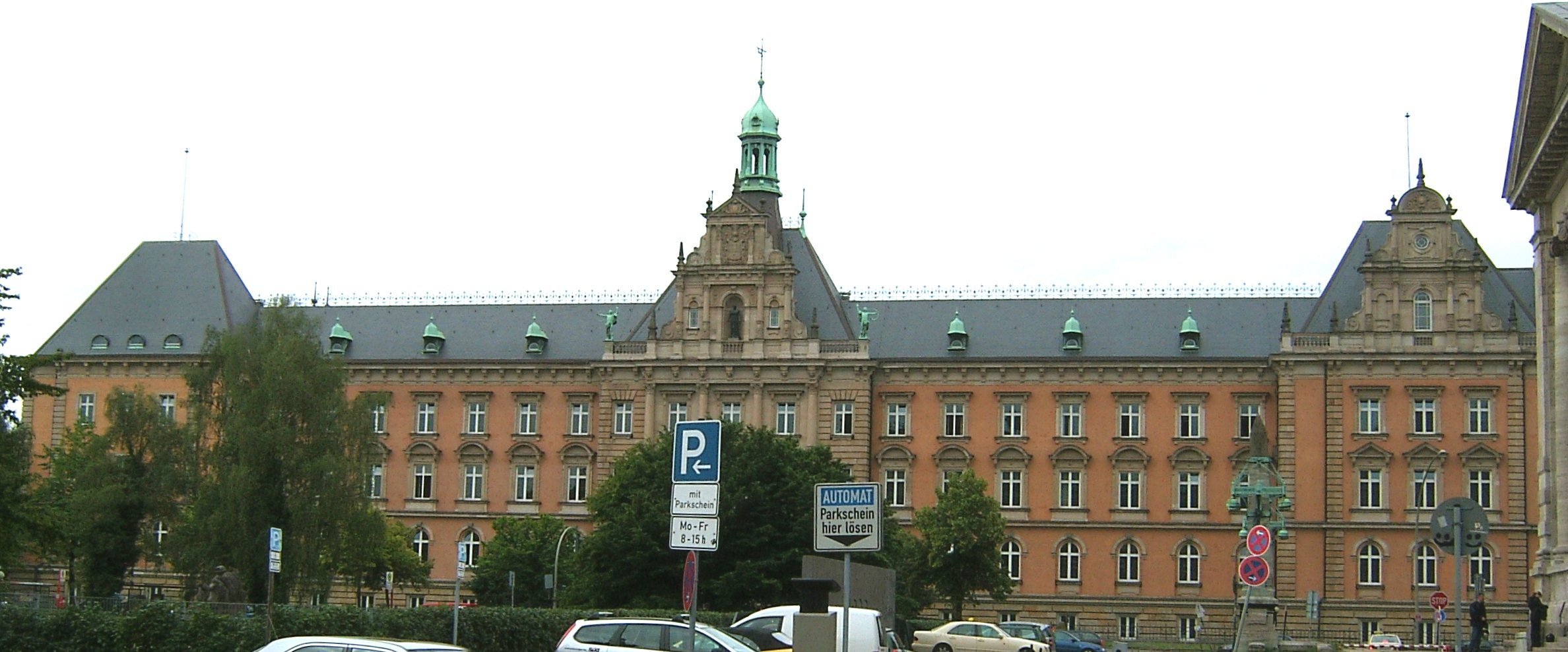
Ziviljustizgebäude des Amts- und Landgerichts

Das Amtsgericht Hamburg ist eines der Amtsgerichte in der Freien und Hansestadt Hamburg. Seine örtliche Zuständigkeit ist auf einen Teil Hamburgs beschränkt, weshalb es umgangssprachlich und halbamtlich auch Amtsgericht Hamburg-Mitte genannt wird.
Der Präsident des Amtsgerichts Hamburg hat auch die Dienstaufsicht für die übrigen sieben Amtsgerichte (sog. Stadtteilgerichte) mit insgesamt ca. 340 Richtern und 1600 Mitarbeitern. Dies sind die Amtsgerichte in Altona, Barmbek, Bergedorf, Blankenese, Harburg, St. Georg und Wandsbek.
Sitz des Amtsgerichts Hamburg ist das Justizforum Hamburg, Sievekingplatz 1 (Ziviljustizgebäude), 20355 Hamburg.
Seit dem 1. Januar 2013 ist das Amtsgericht Hamburg Zentrales Vollstreckungsgericht für das Land Hamburg. Bis zum 1. Juli 2016 war das Amtsgericht Hamburg zudem zentrales Mahngericht nicht nur für ganz Hamburg, sondern ab 2005 auch für Mecklenburg-Vorpommern.
Eine subsidiäre Zuständigkeit des Amtsgerichts Hamburg begründet § 10a StPO für Auslandsstraftaten im Bereich des Meeres, für die sonst kein Gerichtsstand begründet ist.
Dem Amtsgericht Hamburg übergeordnet sind, ebenfalls dort ansässig, Landgericht Hamburg und Hanseatisches Oberlandesgericht.

## Leitung
Präsidenten:
- 1999 bis 2008: Heiko Raabe[3]
- 2009 bis 2023: Hans-Dietrich Rzadtki[4]
- Am 15. November 2023 wurde als Nachfolger Guido Christensen gewählt.[5]

Vizepräsidenten:
- 1995 bis 2009: Sibylle Umlauf[6]
- 2009 bis 2013: Guido Christensen[7]
- 2013 bis 2022: Silke Alander-Hickl
- seit 2022: Lutz Wegerich[8]

## Geschichte
Beim Inkrafttreten der Reichsjustizgesetze 1879 bestanden in Hamburg drei Amtsgerichte: Hamburg, Ritzebüttel (Cuxhaven) und Bergedorf. Aufgrund der territorialen Neugliederung durch das Groß-Hamburg-Gesetz von 1937 schied Cuxhaven aus, und es kamen aus dem Bezirk des bisherigen Landgerichts Altona die Amtsgerichte Altona, Blankenese und Wandsbek und aus dem Bezirk des Landgerichts Stade das Amtsgericht Harburg-Wilhelmsburg hinzu. 2002 folgte Hamburg-Barmbek, 2003 Hamburg-St. Georg.

## Sonstiges
Im März 2009 machten Haftbefehle Schlagzeilen, die das Amtsgerichts Hamburg im Fall des Hamburger Containerschiffs Courier wegen gemeinschaftlichen Angriffs auf den Seeverkehr gegen neun Somalier erließ, die die Deutsche Marine am 3. März im Roten Meer gefangen genommen hatte. Zu einem Verfahren in Deutschland kam es jedoch nicht, da die Beschuldigten aufgrund eines Abkommens vom 6. März 2009 der kenianischen Justiz übergeben wurden. Diese setzte die Beschuldigten am 9. November 2010 sämtlich mit der Begründung fehlender Zuständigkeit für Straftaten außerhalb der kenianischen Hoheitsgewässer wieder auf freien Fuß.
Bestand hatten hingegen die Haftbefehle des Amtsgerichts Hamburg vom 10. April 2010 gegen zehn Somalier im Fall des Hamburger Frachters Taipan, die das Landgericht Hamburg am 19. Oktober 2012 zu sechs bzw. sieben Jahren Freiheitsstrafe bzw. zwei Jahren Jugendstrafe verurteilte.